# Falco (nhạc sĩ)
Johann (Hans) Hölzel (19 tháng 2 năm 1957 - 6 tháng 2 năm 1998), được biết đến với nghệ danh Falco, là một nhạc sĩ nhạc pop và rock, và là một rapper. Ông đã có một số bài hit quốc tế: "Rock Me Amadeus", "Der Kommissar", "Vienna Calling", "Jeanny", "The Sound of Musik", "Coming Home (Jeanny Part 2)" và "Out of the Dark" được phát hành sau khi ông mất. "Rock Me Amadeus" đạt vị trí số 1 trên bảng xếp hạng Billboard, khiến ông trở thành nghệ sĩ duy nhất với ngôn ngữ chính là tiếng Đức đạt được vị trí số 1 ở Hoa Kỳ. Với 20 triệu album và 15 triệu đĩa đơn được bán, Falco trở thành ca sĩ người Áo có số đĩa bán chạy nhất từ trước đến giờ. Ông đôi khi còn được xem như là "rapper da trắng đầu tiên".
Falco chết vì thương tích nặng vào ngày 6 tháng 2 năm 1998, 13 ngày trước sinh nhật thứ 41, khi chiếc Mitsubishi Pajero của ông va chạm với một chiếc xe buýt trên đường nối các thị trấn của Villa Montellano và Puerto Plata ở Cộng hòa Dominican. Người ta xác định rằng Falco đã chịu ảnh hưởng của rượu và cocaine. Vào thời gian Falco chết, ông đang lên kế hoạch trở lại. Ông được chôn cất tại nghĩa trang trung tâm Vienna ở Vienna, Áo.

## Thời trẻ
Hölzel sinh năm 1957, là đứa trẻ duy nhất còn sống trong một ca sinh ba. Từ nhỏ Hölzel đã bộc lộ năng khiếu âm nhạc, ông nhớ rất nhanh những bản nhạc được phát trên radio. Vào sinh nhật lần thứ 4, ông nhận được một món quà là một cây đàn piano grand dành cho trẻ em. Một năm sau đó, Hölzel nhận được quà là máy nghe đĩa than, ông thích dùng nó để nghe nhạc của Elvis Presley, Cliff Richard và the Beatles. Năm lên 5, Hölzel tham gia thử giọng tại học viện âm nhạc Viên, và được chứng nhận ông có cao độ hoàn hảo.